# ホワイト、ホット&ブルー
『ホワイト、ホット&ブルー』（White, Hot & Blue）は、アメリカ合衆国のブルース・ミュージシャン、ジョニー・ウィンターが1978年に発表したスタジオ・アルバム。

## 解説
ウィンターは当時、マディ・ウォーターズ名義の『ハード・アゲイン』（1977年）及び『アイム・レディ』（1978年）、自身の『ナッシン・バット・ザ・ブルース』（1977年）でウォーターズのバンドと共演を重ねていたが、本作ではバンド・メンバーが一新された。セカンド・ギタリストのパット・ラッシュは、サンダーヘッドというバンドで活動していた頃にウィンターとの出会いを果たし、『ナッシン・バット・ザ・ブルース』に伴うツアーでウィンターのバンドに加入した。
William Ruhlmannはオールミュージックにおいて5点満点中3.5点を付け「ウォーターズのアルバムで聴けた猛烈な演奏は、ここにも持ち込まれている」「タジ・マハールの"E-Z Rider"はローリング・ストーンズ的なスタイルのロックとなっているが、それ以外はむしろブルースに満たされたアルバムである」と評している。
1993年には日本のソニー・ミュージックエンタテインメントにより世界初CD化された。また、2007年9月には、前作『ナッシン・バット・ザ・ブルース』と本作を1枚のCDにまとめた再発盤がBGOレコードからリリースされた。

## 収録曲
1. ウォーキン・バイ・マイセルフ - "Walkin' by Myself" (James A. Lane) - 3:28
2. スライディン・イン - "Slidin' In" (Johnny Winter) - 5:04
3. ダイヴィン・ダック - "Divin' Duck" (Sleepy John Estes) - 3:27
4. ワン・ステップ - "One Step at a Time" (J. Winter) - 3:59
5. ニッケル・ブルース - "Nickel Blues" (J. Winter) - 3:33
6. イージー・ライダー - "E-Z Rider" (Taj Mahal) - 4:01
7. ラスト・ナイト - "Last Night" (Walter Jacobs) - 5:36
8. メッシン・ウィズ・ザ・キッド - "Messin' with the Kid" (Mel London) - 2:54
9. オネスト・アイ・ドゥ - "Honest I Do" (Jimmy Reed, Ewart G. Abner Jr.) - 4:22

## 参加ミュージシャン
- ジョニー・ウィンター - ボーカル、ギター
- パット・ラッシュ - ギター
- エドガー・ウィンター - ピアノ
- I・P・スウェット - ベース
- ボビー・トレーロ - ドラムス
- パット・ラムゼイ - ハーモニカ